# Garzapelta
Garzapelta — вимерлий рід етозаврів із формації Купер-Каньйон (США) пізнього тріасу, який містить один вид, G. muelleri. Garzapelta відомий переважно з пов'язаної колекції остеодерм, хоча також відомі деякі інші кістки, такі як ребра.
Анатомія гарзапельти демонструє поєднання особливостей, які можна побачити у Rioarribasuchus chamaensis, представника Paratypothoracini, і таксонів підродини Desmatosuchinae. Це поєднання ознак настільки відмінне, що філогенетичний аналіз дав різні результати залежно від того, які частини остеодерми були використані, що свідчить про те, що поточний набір даних не враховує конвергентну еволюцію в анатомії остеодерми.
Рейес, Мартц і Смолл припускають, що гарзапельта, ймовірно, була паратипотораціном, у якої просто розвинулися бічні остеодерми, подібні до десматозухінів, пояснюючи це тим, що панцир не має артикуляції, як у членів останньої групи.